# Vi ses på Bråddvaj
Vi ses på Bråddvaj är en svensk TV-serie i sex delar från 1982.

## Om serien
Serien regisserades av Hans Bergström efter ett manus av Bo Sigvard Nilsson. Serien sändes i Sveriges Televisions kanal TV1 mellan den 11 oktober och 15 november 1982. Den har aldrig repriserats.
Maria Lundqvist gjorde sin första professionella skådespelarinsats i serien och avbröt sina gymnasiestudier för att kunna medverka.

## Skådespelare
- Lars Halldin - Kal
- Suzanne Schultz - Ada
- Maria Lundqvist - Beda
- Bengt Tol - Åssbon
- Laila Westersund - Ester
- Georg Adelly - Evert
- Arne Augustsson - Harry
- Percy Brandt - kund
- Stig Grybe - den kortväxta mannen
- Inger Hayman - fru Konradsson
- Stig Johanson - kund
- Sten Ljunggren - polis
- Sven Malmberg - Frälsningsofficer
- Sven Nilsson - herr Konradsson
- Ulf Qvarsebo - bryggarn
- Dan Sjögren - portvakt